# Víktor Krovopúskov
Víktor Alekséyevich Krovopúskov –en ruso, Ви́ктор Алексе́евич Кровопу́сков– (Moscú, URSS, 29 de septiembre de 1948) es un deportista soviético que compitió en esgrima, especialista en la modalidad de sable.
Participó en dos Juegos Olímpicos de Verano en los años 1976 y 1980, obteniendo en total cuatro medallas de oro, dos en Montreal 1976 y dos en Moscú 1980. Ganó catorce medallas en el Campeonato Mundial de Esgrima entre los años 1973 y 1986.

## Palmarés internacional
| Juegos Olímpicos   | Juegos Olímpicos           | Juegos Olímpicos  | Juegos Olímpicos  |
| Año                | Lugar                      | Medalla           | Prueba            |
| ------------------ | -------------------------- | ----------------- | ----------------- |
| 1976               | Montreal (Canadá)          | Medalla de oro    | Sable individual  |
| 1976               | Montreal (Canadá)          | Medalla de oro    | Sable por equipos |
| 1980               | Moscú (URSS)               | Medalla de oro    | Sable individual  |
| 1980               | Moscú (URSS)               | Medalla de oro    | Sable por equipos |
| Campeonato Mundial |                            |                   |                   |
| Año                | Lugar                      | Medalla           | Prueba            |
| 1973               | Gotemburgo (Suecia)        | Medalla de plata  | Sable por equipos |
| 1974               | Grenoble (Francia)         | Medalla de oro    | Sable por equipos |
| 1974               | Grenoble (Francia)         | Medalla de plata  | Sable individual  |
| 1975               | Budapest (Hungría)         | Medalla de oro    | Sable por equipos |
| 1978               | Hamburgo (RFA)             | Medalla de oro    | Sable individual  |
| 1978               | Hamburgo (RFA)             | Medalla de plata  | Sable por equipos |
| 1979               | Melbourne (Australia)      | Medalla de oro    | Sable por equipos |
| 1979               | Melbourne (Australia)      | Medalla de plata  | Sable individual  |
| 1981               | Clermont-Ferrand (Francia) | Medalla de plata  | Sable por equipos |
| 1982               | Roma (Italia)              | Medalla de oro    | Sable individual  |
| 1982               | Roma (Italia)              | Medalla de bronce | Sable por equipos |
| 1983               | Viena (Austria)            | Medalla de oro    | Sable por equipos |
| 1985               | Barcelona (España)         | Medalla de oro    | Sable por equipos |
| 1986               | Sofía (Bulgaria)           | Medalla de oro    | Sable por equipos |